# Mario Wurmitzer

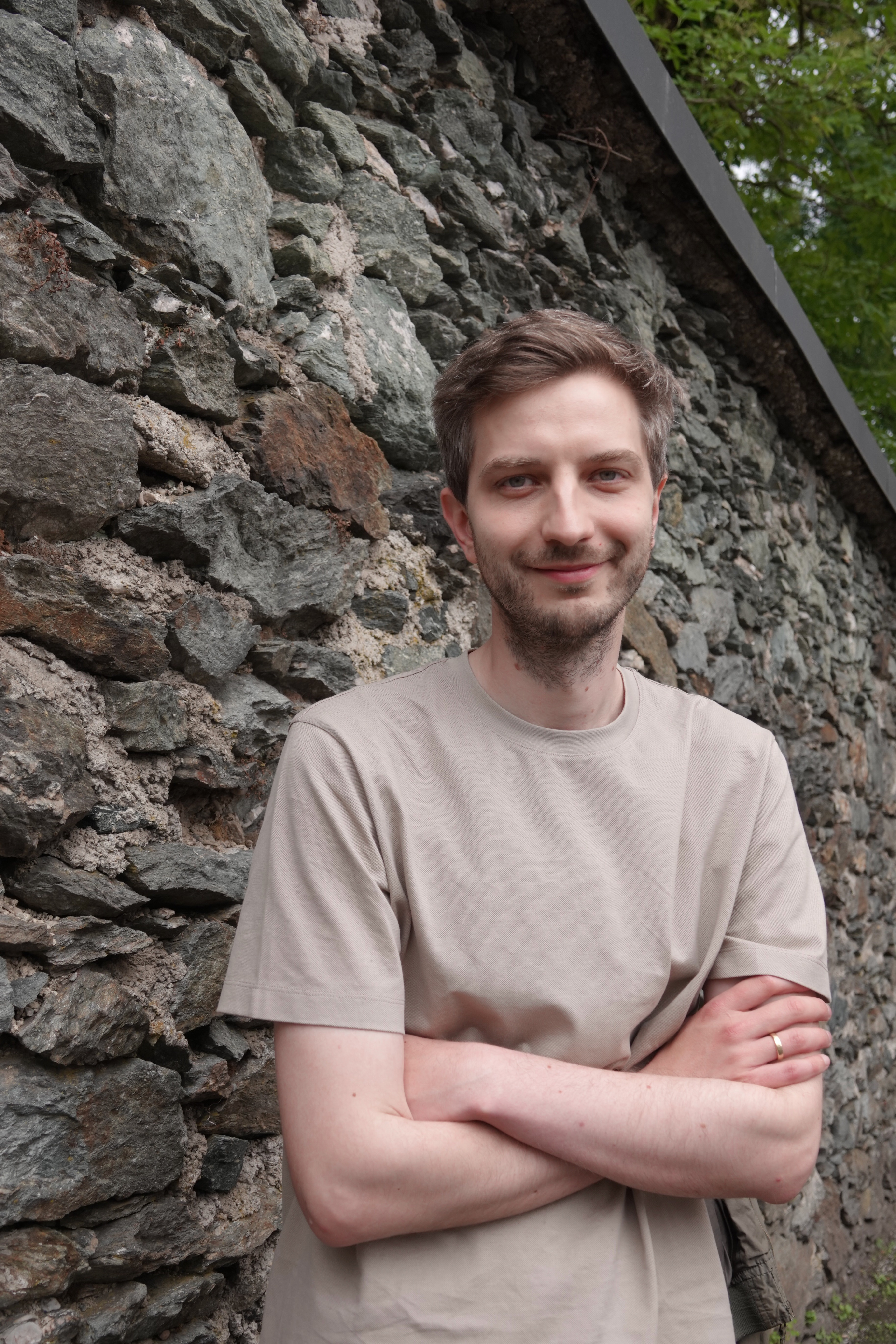
Mario Wurmitzer beim Ingeborg Bachmann-Preis 2023

Mario Wurmitzer (* 7. Oktober 1992 in Mistelbach, Niederösterreich) ist ein österreichischer Autor, Dramatiker und Lehrer.

## Leben
Mario Wurmitzer wuchs in Hautzendorf im Weinviertel auf. Er studierte Germanistik und Geschichte an der Universität Wien. Er arbeitet als Lehrer.
Im Jahr 2010 wurde sein Jugendroman Sechzehn veröffentlicht. Daraufhin publizierte er kürzere Texte in Literaturzeitschriften und Sammelbänden.
Sein Theaterstück Werbung Liebe Zuckerwatte wurde 2017 am Thalhof in Reichenau an der Rax uraufgeführt. Im Dezember 2018 folgte die Premiere seines Stücks Nähe am Theater Osnabrück. Die Inszenierung wurde u. a. von der Süddeutschen Zeitung und der taz positiv besprochen. Sein Roman Im Inneren des Klaviers wurde ebenfalls 2018 veröffentlicht. Das Theaterstück Das Optimum, eine Auftragsarbeit für das Kosmos Theater Bregenz und das Schauspielhaus Wien, wurde 2019 uraufgeführt.
Für seine literarischen Arbeiten wurde er mehrfach ausgezeichnet, unter anderem mit dem Dramatikerstipendium des österreichischen Bundeskanzleramts 2015, dem Brüder-Grimm-Preis des Landes Berlin 2015, dem Osnabrücker Dramatikerpreis 2017, dem Anerkennungspreis für Literatur des Landes Niederösterreich 2020 und dem Hauptpreis beim Stückwettbewerb Science & Theatre 2021, der vom Theater Heilbronn und dem Science-Center Experimenta Heilbronn veranstaltet wurde.
2022 wirkte er an der Stückentwicklung The Secret Bubble (Texte von Barbi Marković, Thomas Arzt und Mario Wurmitzer) mit, die im Werk X-Petersplatz in Wien uraufgeführt wurde (Regie: Susanne Draxler).
2023 nahm er am Ingeborg-Bachmann-Wettbewerb in Klagenfurt teil. Er las einen Text über prekäre Arbeit, psychische Gesundheit und Wohnverhältnisse, der von der Jury gelobt wurde und den die Frankfurter Allgemeine Zeitung als „gelungene Satire“ und Der Tagesspiegel als „überraschend gute Geschichte“ bezeichneten. Die Jury beurteilte den Text „als humorvoll und zeitgemäß, lustig und trotzdem kritisch“.
Im Juli 2023 erschien sein Roman Es könnte schlimmer sein. Die Salzburger Nachrichten schrieben, der Roman „erzeugt eine Atmosphäre, der man sich bei der Lektüre schwer entziehen kann. Die Bilder, die dabei entstehen, haben die Ästhetik der jüngsten Filme von Jessica Hausner.“ Die Presse meinte, der Autor variiere „gekonnt dystopische Motive und fügt ihnen eine originelle Portion Ironie bei“. Stefanie Jaksch zog in einer Rezension des Buchs das Fazit: „Mit Es könnte schlimmer sein gelingt ihm eine satirisch-dystopische Fortschreibung einer großen Frage unserer Zeit – wie viel sind wir bereit aufzugeben, um Teil einer gemütlichen, zur Verdrängung tendierenden Gemeinschaft zu werden?“
Im Januar 2024 wurde sein Theaterstück La notte italiana – Reise ans Ende der Gleichgültigkeit in Wilhelmshaven uraufgeführt. Die Deutsche Bühne schrieb, es sei ein „kluger, ambitionsreicher Autor“ zu entdecken. In der taz hieß es, das Stück sei „schlau, temporeich und sehr witzig“.
Der 2025 erschienene Roman Tiny House spielt im Finanzspekulations-Milieu. Ronald Pohl schreibt im Standard, Wurmitzer "karikiert meisterhaft und zum Brüllen komisch die Mentalität aller Wichtigtuer."

## Werke (Auswahl)

### Theaterstücke
- Werbung Liebe Zuckerwatte. Regie: Anna Maria Krassnigg, Uraufführung beim Thalhof-Festival in Reichenau an der Rax, 2017
- Nähe. Regie: Ron Zimmering, Uraufführung im Theater Osnabrück, 2018
- Das Optimum. Regie: Maria Sendlhofer, Uraufführung im Theater Kosmos Bregenz, am 31. Oktober 2019 im Schauspielhaus Wien, 2019[27]
- Als wir unsere Blockflöten verbrannten. Regie: Sascha Löschner, Uraufführung an der Studiobühne Paderborn am 7. Oktober 2022[28]
- Die Veredelung der Herzen. Regie: Grit Lukas, Uraufführung im Theater Heilbronn am 21. April 2023[29]
- La notte italiana – Reise ans Ende der Gleichgültigkeit. Regie: Robert Teufel, Uraufführung im Großen Haus der Landesbühne Niedersachsen Nord am 6. Januar 2024.[30][31]

### Romane
- Sechzehn, Jugendroman, Treibgut-Verlag, Berlin 2010, ISBN	978-3-941175-25-9
- Im Inneren des Klaviers, Luftschacht Verlag, Wien 2018, ISBN 978-3-903081-21-5
- Es könnte schlimmer sein, Luftschacht Verlag, Wien 2023, ISBN 978-3-903422-34-6
- Tiny House, Aufbau Verlag, Berlin 2025, ISBN 978-3-351-04231-8

## Preise und Stipendien (Auswahl)
- 2012/2013: Hans-Weigel-Literaturstipendium[32]
- 2013: Aufenthaltsstipendium im Künstlerhaus Schloss Wiepersdorf[33]
- 2014/2015: Dramatikerstipendium der Literar-Mechana[34]
- 2015: Brüder-Grimm-Preis des Landes Berlin für das Stück Als wir unsere Blockflöten verbrannten[35]
- 2016: Writer in Residence, Franz-Edelmaier-Residenz für Literatur und Menschenrechte, Meran[36]
- 2016: Jurypreis der „Schule für Dichtung“ beim Ö1-Hörspielwettbewerb „Track 5“[37]
- 2017: Osnabrücker Dramatikerpreis[38]
- 2020: Niederösterreichischer Kulturpreis – Anerkennungspreis in der Kategorie Literatur[39]
- 2021: Hauptpreis beim Dramenwettbewerb „Science & Theatre“ des Theaters Heilbronn[40]
- 2022 Wiener Projektstipendium für Literatur[41]
- 2023 Nominierung für den Ingeborg-Bachmann-Preis[42]
- 2023 Finalist beim Reinhold-Otto-Mayer-Preis[43]
- 2024 Buchprämie der Stadt Wien für Es könnte schlimmer sein[44]
- 2024 Floriana-Literaturpreis für Tiny House[45]
- 2025 Preis der Stadt Wien für Literatur (Förderungspreis)[46]